# Gribbohm
Gribbohm er en by og kommune i det nordlige Tyskland, beliggende i Amt Schenefeld i den nordvestlige del af Kreis Steinburg. Kreis Steinburg ligger i den sydvestlige del af delstaten Slesvig-Holsten.

## Geografi
Gribbohm ligger lige vest for Wacken. Kielerkanalen, Bundesstraße B431 og jernbanen Marschbahn går gennem kommunen; nærmeste banegårde er i Wilster og Burg. Vandløbene Forstbach, Nuttelner Bach og Holstenau løber gennem kommunen.